# Jean Mesnard
Pour les articles homonymes, voir Mesnard.
Jean Mesnard, né le 23 février 1921 à Champagnac (Charente-Maritime) et mort le 9 août 2016 à Bordeaux, est un critique littéraire français, éditeur scientifique de Blaise Pascal.

## Biographie

### Carrière
Ancien élève de l’École normale supérieure de la rue d'Ulm (Section des Lettres, promotion 1941), Jean Mesnard obtient l’agrégation de lettres en 1946 et est d’abord professeur au lycée Henri-Wallon à Valenciennes (1946-1947), assistant de littérature française à la faculté des lettres de Paris (1947-1951) puis professeur au lycée Michel-Montaigne à Bordeaux (1951-1952). Docteur ès lettres (1965), il est nommé professeur à l’université de la Sarre en 1952 avant de regagner Bordeaux, comme maître de conférence (1956) puis professeur (de 1965 à 1969). Enfin, il est nommé professeur à la Sorbonne (de 1969 à 1990) où il termine sa carrière.
A la Sorbonne, entre autres, il est directeur de l’UER de littérature française (1980-1984), membre (1980-1989) puis vice-président (1989-1990) du Conseil scientifique.  Il est le délégué de la Sorbonne aux conférences triennales de l’Association des universités partiellement ou entièrement de langue française (AUPELF) de 1972 à 1987. 
Il est aussi membre élu du Comité national du CNRS (1971-1980), du Comité consultatif des Universités (1975-1981) et du Conseil supérieur des Universités (1984-1987).

### Recherches
Ses recherches portent d’abord sur Pascal, sur lequel il revient tout au long de sa carrière : il en est l’un des meilleurs spécialistes et a donné le début de l’édition de référence de ses œuvres complètes, restée inachevée (4 volumes parus sur 7 prévus, chez Desclée de Brouwer). 
En 1988 il organise avec un double colloque, l’un à Tokyo, l’autre dans le Kansai, en collaboration avec les pascaliens japonais et plus de cinquante participants occidentaux.
Plus largement, ses travaux ont contribué à une meilleure connaissance de la littérature du XVIIe siècle, particulièrement dans ses rapports à la société du temps.

### Sociétés savantes
De 1977 à 1991, Jean Mesnard est président de la Société des Amis de Port-Royal (il en demeure ensuite président d'honneur) et de 1978 à 1984 président de la Société d'étude du XVIIe siècle. En 1980, il fonde le Centre International Blaise Pascal avec Thérèse Goyet, Dominique Descotes et Philippe Sellier. En 1985 il est élu à l’Académie nationale des sciences, belles-lettres et arts de Bordeaux. En 1997 il devient membre de l'Académie des sciences morales et politiques, qu'il préside en 2010. Il devient le doyen de l'Académie à la mort du recteur Gérald Antoine, survenue le 26 janvier 2014.

### Vie de famille
Son épouse, née Suzanne Duchemin, est décédée en 2002. Il meurt le 9 août 2016 à Bordeaux.

## Distinctions

### Prix
- 1965 : prix Bordin de l’Académie française[8]

### Décorations
- Commandeur de l'ordre des Palmes académiques
- Commandeur de l'ordre des Arts et des Lettres
- 1er janvier 2013 :  Officier de la Légion d'honneur - Chevalier 3 juillet 2000[9].

## Postérité

### Hommages
En 2016, Giuseppe Pezzino et Maria Vita Romeo ont placé sous son égide la création du Centro Interdipartimentale di Studi su Pascal e il Seicento, à l'Université de Catane.
Philippe Sellier lui rend hommage en 2017 et le décrit comme "le plus grand critique qui se soit jamais penché sur l’œuvre multiforme de Pascal".
En 2019, un colloque lui est consacré à la Sorbonne où Maria Vita Romeo, Xavier Darcos, Jean-Robert Pitte, François-Julien Labruyère, Madeleine Therrien, Tetsuya Shiokawa (ja), Béatrice Guion, Laurence Plazenet, Philippe Sellier, Emmanuel Bury, André Vacheron, Yves-Marie Bercé, Alain Génetiot, Gérard Ferreyrolles et Pierre Brunel lui rendent hommage.

### Archives
En 2017, sa bibliothèque (523 lots) est mise en vente aux enchères publiques.

## Œuvres

### Livres
- Pascal : l'homme et l'oeuvre, Paris, Boivin, coll. « Connaissance des lettres » (no 30), 1951, 194 p. (BNF 32444116)Réédité en 1951, 1956, 1962, 1966, 1967 et traduit en anglais (1952), japonais (1952, 1971, 1974), espagnol (1973)
- Blaise Pascal, Textes inédits, recueillis et présentés par Jean Mesnard, Paris, Desclée, De Brouwer, 1962, 35 p. (BNF 33129542)
- Œuvres complètes de Pascal, vol. 1 à 4, Paris, Desclée de Brouwer, 1964-1992Les volumes 5 (Les Provinciales), 6 (Les Pensées) et 7 (L'héritage de Pascal) initialement prévus n'ont pas été publiés
- Pascal et les Roannez (Thèse de doctorat), Desclée De Brouwer, 1965, 1116 p. (BNF 37423040)
- Pascal, Paris, Desclée, De Brouwer, coll. « Les Écrivains devant Dieu » (no 5), 1965, 143 p.
- Les Pensées de Pascal, Paris, Société d'édition d'enseignement supérieur, 1976, 399 p. (ISBN 2-7181-5005-X)Édition revue et augmentée en 1993, 1995, traduite en italien en 2011
- La Princesse de Clèves de Mme de La Fayette, 1980, édition critique
- Roland Mousnier (dir.) et Jean Mesnard (dir.) (réunis et publiés, pour le compte de la Société d'étude du XVIIe siècle), L'âge d'or du mécénat, 1598-1661 : actes du colloque international C.N.R.S.... le Mécénat en Europe, et particulièrement en France avant Colbert, mars 1983, Paris, Éd. du Centre national de la recherche scientifique, 1985, 440 p. (ISBN 2-222-03494-9)
- Précis de littérature française du XVIIe siècle, 1990 (en collab.)
- Thérèse Goyet, Takaharu Hasekura, Jean Mesnard, Philippe Sellier et Tetsuya Shiokawa (textes recueillis et présentés par), Pascal - Port-Royal - Orient - Occident : actes du colloque de l'Université de Tokyo, 27-29 septembre 1988, Paris, Klincksieck, 1991, 379 p. (ISBN 9782252027455)
- La culture du XVIIe siècle : enquêtes et synthèses, Paris, PUF, 1992, 648 p. (ISBN 978-2-13-043576-1)
- Blaise Pascal, Abrégé de la vie de Jésus-Christ, Paris, Desclée de Brouwer, 1992, 123 p. (ISBN 9782220033020)
- Blaise Pascal et Isaac-Louis Le Maistre de Sacy (texte établi, présenté et annoté par Pascale Mengotti-Thouvenin et Jean Mesnard), Entretien avec M. de Sacy sur Epictète et Montaigne, Paris, Desclée de Brouwer, 1994, 141 p. (ISBN 978-2-220-03473-7)
- Jean Lesaulnier (dir.) et Anthony McKenna (préf. Jean Mesnard, Philippe Sellier, avec la collab. de Frédéric Delforge, Jean Mesnard, Régine Pouzet... [et al.]), Dictionnaire de Port-Royal, Paris, H. Champion, coll. « Dictionnaires & références » (no 11), 2004, 1775 p. (ISBN 2-7453-1050-X)

### Articles
- David Wetsel (dir.), Frédéric Canova (dir.), Philippe Sellier et Pierre Force, Pascal - New Trends in Port-Royal Studies : Arizona State University (Tempe), May 2001, Tübingen, Narr, 2002 (ISBN 3-8233-5555-4), « Histoire secrète de la recherche pascalienne au XXe siècle », p. 13-38
- « Éditer des œuvres complètes. Le cas de Pascal », Revue des sciences morales et politiques, nos 1998/4,‎ 1998 (ISSN 0751-5804)
- « Prélude à l’édition des Provinciales », Courrier du Centre International Blaise-Pascal, no 18,‎ 15 janvier 1996, p. 9–13 (ISSN 0249-6674, DOI 10.4000/ccibp.572, lire en ligne, consulté le 4 décembre 2022)
- « Une quittance inédite avec signature de Pascal », Courrier du Centre International Blaise-Pascal, no 5,‎ 5 juillet 1983, p. 3–4 (ISSN 0249-6674, DOI 10.4000/ccibp.415, lire en ligne, consulté le 4 décembre 2022)
- « Pascal et sa famille dans les fonds d’archives d’Auvergne », Courrier du Centre International Blaise-Pascal, no 2,‎ 4 janvier 1980, p. 11 (ISSN 0249-6674, DOI 10.4000/ccibp.398, lire en ligne, consulté le 4 décembre 2022)
- Pascal : textes du tricentenaire, Paris, Fayard, 1963, 453 p. (lire en ligne ), « Pascal et la musique », p. 195-205

### Autres
- Visages de Pascal : textes réunis et présentés par Jacques Mesnard, Professeur à l'Université de la Sarre, enregistrés par Pierre Vaneck (voix). 1 disque microsillon 33 tours, 1955. L'Encyclopédie sonore, collection "Visages de l'homme".
- « L’éditeur de Pascal face à son œuvre intégrale : Jean Mesnard, Membre de l’Académie des sciences morales et politiques, a dirigé l’édition de l’œuvre complète de Pascal », sur Canal Académies, 31 décembre 2004 (consulté le 25 février 2024), entretien avec Hélène Renard d'une durée de 15 min.